# Always Be My Baby
Az Always Be My Baby Mariah Carey amerikai énekesnő negyedik kislemeze hatodik, Daydream című albumáról. A dalt Carey, Jermaine Dupri és Manuel Seal írták. A dalt 1996-ban Grammy-díjra jelölték a legjobb, női előadó által előadott R&B-dal kategóriában.

## Fogadtatása
Az Always Be My Baby-t 1996. március 26-án küldték ki a rádióknak Észak-Amerikában. A dal Carey tizenegyedik listavezető száma lett a Billboard Hot 100 slágerlistán, de az album két első kislemezével, a Fantasyvel és a One Sweet Dayjel ellentétben nem az első, hanem a második helyen nyitott a listán, és csak négy héttel megjelenése után vált listavezetővé. Két hetet töltött az első, és kilenc nem egymást követő hetet a második helyen, ezzel Careynek ez a leghosszabb időt a 2. helyen töltő száma. A dal vezette a Hot R&B/Hip-Hop Singles & Tracks listát is.
1996-ban az Egyesült Államokban az Always Be My Baby volt a legtöbbet játszott dal a rádiókban, és az első helyre került az év végi Hot 100 Airplay listán, annak ellenére, hogy az év során egyszer sem vezette a Hot 100 Airplay listát. A rádiós játszásoknak köszönhetően ez lett Carey első listavezető száma az Adult Top 40 listán. Az Adult Contemporary és a Top 40 Mainstream listán a Top 5-be került. A Hero című dallal együtt ez Carey egyik legsikeresebb száma az adult contemporary rádiókon.
A dal az Egyesült Államokon kívül is sikert aratott, bár nem akkorát, mint a Fantasy. Bár nem teljesített olyan jól, mint a One Sweet Day, a Top 5-be került Kanadában és az Egyesült Királyságban, utóbbiban nagyobb sikert aratott, mint Carey bármelyik másik kislemeze a Daydream albumról. Ausztráliában a Top 20-ba került.

## Videóklip és remixek
A Fantasy után az Always Be My Baby volt a második videóklip, amit Carey rendezett. A dalt az általa alapított jótékonysági táborban, a Camp Mariah-ban forgatták, és története egy fiatal fiúról és lányról szól, akik megszöknek egymással. Carey a klipben egy tó fölött lengő hintán ül; a forgatás alatt sikerült beleesnie a vízbe.
A dal legismertebb remixe, az Always Be My Baby (Mr. Dupri Mix) nagyrészt a dal eredeti dallamszerkezetét használja, de felhasznál egy részletet a The S.O.S. Band Tell Me If You Still Care című számából, és megjelenik benne az Xscape együttes, valamint rappel benne Da Brat, aki később Carey egyik legjobb barátja lett, és több más dal remixében is rappelt – Honey, (1997), I Still Believe, (1998), Heartbreaker, (1999), Loverboy, (2001). A remixhez Carey újraénekelte a vokálokat. Más remixek is készültek a dalhoz, többek közt David Morales és Satoshi Tomiie közreműködésével. Létezik egy reggae remix is.
A Mr. Dupri Mixhez is készült videóklip, fekete-fehérben. A klipben Carey, Da Brat és Xscape láthatóak Carey régi házában.

### Hivatalos remixek
- Always Be My Baby (Always Club Mix)
- Always Be My Baby (Def Classic Radio Version)
- Always Be My Baby (Dub-A-Baby)
- Always Be My Baby (Groove-A-Pella)
- Always Be My Baby (Mr. Dupri Extended Mix feat. Da Brat and Xscape)
- Always Be My Baby (Mr. Dupri Mix feat. Da Brat and Xscape)
- Always Be My Baby (Mr. Dupri No Rap Radio Mix feat. Xscape)
- Always Be My Baby (Reggae Soul A Cappella feat. Lil’ Vicious)
- Always Be My Baby (Reggae Soul Dub feat. Lil’ Vicious)
- Always Be My Baby (Reggae Soul Mix feat. Lil’ Vicious)
- Always Be My Baby (St. Dub)

## Közreműködők
- Ének, vokálok – Mariah Carey
- Háttérénekesek – Mariah Carey, Melonie Daniels, Kelly Price, Shanrae Price
- Zenészek – Jermaine Dupri, Manuel Seal
- Hangmérnökök – Jay Healy, Phil Tan, Andy Smith, Kurt Lundvall, Mike Scott, Glen Manchese
- Keverés – Mick Guzauski

## Változatok
| Ausztrál/brazil/osztrák/dél-afrikai/dél-koreai/USA CD kislemez USA/ausztrál/maláj kazetta 1. Always Be My Baby (Mr. Dupri No Rap Radio Mix ft. Xscape) 2. Always Be My Baby (Mr. Dupri Mix ft. Da Brat and Xscape) 3. Always Be My Baby (Mr. Dupri Extended Mix ft. Da Brat & Xscape) 4. Always Be My Baby (Reggae Soul Mix ft. Lil’ Vicious) 5. Always Be My Baby (Album version) Ausztrál CD kislemez 2. 1. Always Be My Baby (Def Classic Radio Version) 2. Always Be My Baby (Always Club) 3. Always Be My Baby (Groove-A-Pella) 4. Always Be My Baby (St. Dub) Brit CD kislemez 1. 1. Always Be My Baby (Album version) 2. Always Be My Baby (Mr. Dupri Extended Mix ft. Da Brat & Xscape) 3. Always Be My Baby (Mr. Dupri No Rap Radio Mix ft. Xscape) 4. Always Be My Baby (Reggae Soul Mix ft. Lil’ Vicious) 5. Always Be My Baby (Reggae Soul Dub Mix) Brit CD kislemez 2. / holland 12" kislemez 1. Always Be My Baby (Def Classic Radio Version) 2. Always Be My Baby (Always Club Mix) 3. Always Be My Baby (Dub-A-Baby) 4. Always Be My Baby (Groove-A-Pella) 5. Always Be My Baby (St. Dub) Japán mini CD 1. Always Be My Baby (Album version) 2. Always Be My Baby (Mr. Dupri Mix ft. Da Brat and Xscape) 3. Long Ago | Kanadai CD kislemez / USA kazetta 1. Always Be My Baby (Album version) 2. Always Be My Baby (Mr. Dupri Mix ft. Da Brat and Xscape) 3. Slipping Away Osztrák CD kislemez, holland kazetta 1. Always Be My Baby (Album version) 2. Always Be My Baby (Mr. Dupri Mix ft. Da Brat and Xscape) USA CD kislemez 2. / kanadai kazetta 1. Always Be My Baby (Album version) 2. Always Be My Baby (Mr. Dupri Mix ft. Da Brat and Xscape) 3. Slipping Away Holland 7" kislemez / brit kazetta 1. Always Be My Baby (Album version) 2. Always Be My Baby (Def Classic Radio Version) USA 7" kislemez 1. Always Be My Baby 2. Long Ago USA 12" maxi kislemez 1. Holland 12" maxi kislemez 1. Always Be My Baby (Reggae Soul Dub ft. Lil’ Vicious) 2. Always Be My Baby (Mr. Dupri Extended Mix ft. Da Brat & Xscape) 3. Always Be My Baby (Reggae Soul A Cappella ft. Lil’ Vicious) 4. Always Be My Baby (Album version) USA 12" maxi kislemez 2. Osztrák CD kislemez 1. Always Be My Baby (Always Club) 2. Always Be My Baby (Dub-A-Baby) 3. Always Be My Baby (Groove-A-Pella) 4. Always Be My Baby (St. Dub) |

## Helyezések
| Slágerlista (1996)                             | Legmagasabb helyezés |
| ---------------------------------------------- | -------------------- |
| USA Billboard Hot 100                          | 1 (2 hétig)          |
| USA Billboard Hot R&B/Hip-Hop Singles & Tracks | 1 (1 hétig)          |
| USA Billboard Rhythmic Top 40                  | 1                    |
| USA Billboard Adult Top 40                     | 1                    |
| USA Billboard Adult Contemporary               | 2                    |
| USA Billboard Top 40 Mainstream                | 3                    |
| USA Billboard Hot Dance Music/Club Play        | 6                    |
| USA ARC Weekly Top 40                          | 1 (1 hétig)          |
| Ausztrál ARIA kislemezlista                    | 17                   |
| Brazil kislemezlista                           | 4                    |
| Brit kislemezlista                             | 3                    |
| Izraeli kislemezlista                          | 1                    |
| Japán kislemezlista                            | 10                   |
| Kanadai kislemezlista                          | 2                    |
| Német kislemezlista                            | 76                   |
| Svéd kislemezlista                             | 38                   |